# Pierre Dornbrach
Pierre Dornbrach (* 1988) war ein deutscher Politiker. Er war Beisitzer im Bundesvorstand und Landesvorsitzender Brandenburg der Jungen Nationaldemokraten (JN). Im Jahr 2011 wurde Dornbrach Bundesbildungsbeauftragter der JN. Seit Juni 2015 trat er nicht mehr in der Öffentlichkeit auf. Zuletzt distanzierte sich Dornbrach in der Deutschen Stimme vom Nationalen Widerstand, bei dem viele Leute den "Intellekt eines Pantoffeltierchens" hätten.

## Leben
Pierre Dornbrach ist gelernter Industriemechaniker und studierte Wirtschaftsingenieurwesen. Dornbrach trat erstmals im Jahr 2008 im Zusammenhang mit rechten Jugendgruppen in Erscheinung. Als Leiter des „JN-Stützpunkt Lausitz“ beteiligte er sich an Veranstaltungen der Interessensgemeinschaft Fahrt und Lager und am Aufbau weiterer JN-Stützpunkte in Brandenburg.
2011 übernahm Pierre Dornbrach die Leitung im JN-Landesverband Brandenburg und wurde als Bundesbeauftragter des Nationalen Bildungskreises (NBK) in den JN-Bundesvorstand berufen. Diese Tätigkeit nahm Dornbrach bereits zuvor als Schulungsbeauftragter der JN-Brandenburg auf Landesebene wahr. Im Rahmen von JN Schulungsveranstaltungen glorifizierte er Rudolf Heß. Laut dem brandenburgischen Verfassungsschutz bezeichnete Dornbrach die Bundesrepublik als „Konzentrationslager“.
Am 1. Mai 2015 soll Dornbrach an einem Angriff auf eine Gewerkschaftskundgebung in Weimar mit ungefähr 40 weiteren Neonazis teilgenommen haben.